# Eogomphus neglectus
Eogomphus
Genre
Espèce
Eogomphus neglectus, unique représentant du genre Eogomphus, est une espèce de libellules de la famille des Gomphidae (sous-ordre des Anisoptères, ordre des Odonates). 

## Répartition
Cette espèce se rencontre en Chine,.

## Systématique
Le genre Eogomphus a été créé en 1944 par l'entomologiste américain James George Needham (1868-1957). 
L'espèce Eogomphus neglectus a été initialement décrite en 1930 par ce même entomologiste sous le protonyme Gomphus neglectus
Eogomphus neglectus a pour synonyme :
- Gomphus neglectus Needham, 1930